# Алтиншокинський сільський округ
Алтиншоки́нський сільський округ (каз. Алтыншоқы ауылдық округі, рос. Алтыншокинский сельский округ) — адміністративна одиниця у складі Урджарського району Абайської області Казахстану. Адміністративний центр — село Алтиншоки.
Населення — 2297 осіб (2021; 3267 у 2009, 4319 у 1999, 5306 у 1989).
Станом на 1989 рік існувала Предгорненська сільська рада (села Лайбулак, Предгорне, Текебулак), село Кизилжулдиз перебувало у складі Новотроїцької сільради колишнього Таскескенського району.

## Склад
До складу округу входять такі населені пункти:
| Населений пункт    | Старі назви               | Населення, осіб (1989) | Населення, осіб (1999) | Населення, осіб (2009) | Населення, осіб (2021) |
| ------------------ | ------------------------- | ---------------------- | ---------------------- | ---------------------- | ---------------------- |
| Алтиншоки, село    | Предгорне                 | 2570                   | 1961                   | 1463                   | 1068                   |
| імені Айтбая, село | Кизилжулдиз, Кизил-Жулдиз | 1418                   | 1291                   | 1003                   | 784                    |
| Лайбулак, село     | -                         | 750                    | 735                    | 575                    | 347                    |
| Текебулак, село    | -                         | 568                    | 332                    | 226                    | 98                     |